# 孙南申
孙南申（1950年—），汉族，中华人民共和国政治人物、第十一届全国政协委员。
加入中国民主同盟，担任民盟中央委员、复旦大学法学院院长、博士生导师。2008年，当选第十一届全国政协委员，代表中国民主同盟，分入第五组。并担任社会和法制委员会专委。